# Adolphe Merkle
Adolphe Merkle (* 5. Oktober 1924 in Düdingen, Kanton Freiburg; † 22. Februar 2012 in Freiburg) war ein Schweizer Unternehmer und Mäzen.

## Karriere
Merkle schloss das Studium der Volkswirtschaftslehre 1948 an der Universität Freiburg (Schweiz) mit dem Lizenziat ab, 1950 promovierte er bei Josef Schwarzfischer.
Im Alter von 27 Jahren engagierte er sich im Immobiliengeschäft und entdeckte 1952 so die Unternehmung VibroMeter in Villars-sur-Glâne, die Mess- und Steuerungsinstrumente herstellte. Er wurde Alleinaktionär und Leiter der Unternehmung, die seit den 1960er Jahren mit grossem Erfolg spezialisierte Instrumente für die Fahrzeug- und Luftfahrtindustrie herstellte, 1990 auch für die Trägerrakete Ariane 5. 
1991 verkaufte Merkle die Mehrheit an VibroMeter an die Elektrowatt und zog sich 1998 nach dem Verkauf an britische Investoren aus der Leitung des Unternehmens zurück.

## Mäzenatentum
2007 schenkte Merkle der Universität Freiburg 100 Millionen Franken zum Aufbau eines Instituts für Nanotechnologie und Materialwissenschaften. Später schenkte er weitere 10 Millionen Franken zum Umbau der ehemaligen Klinik Garcia für das Institut, das heute seinen Namen trägt.
Die für Schweizer Verhältnisse aussergewöhnliche Schenkung war die bisher höchste private Zuwendung an eine Schweizer Universität. Die von ihm gegründete Adolphe-Merkle-Stiftung ist an der Leitung des Instituts beteiligt und engagiert sich in weiteren Bereichen wie der Unterstützung des Instituts für Mehrsprachigkeit oder der Vergabe von Preisen.
2003 erhielt Merkle für sein Lebenswerk die Ehrendoktorwürde der Universität Freiburg und 2007 zusammen mit seiner Frau Simone das Ehrenbürgerrecht des Kantons Freiburg.

## Privatleben
Merkle war verheiratet und Vater eines Sohnes, der in jungen Jahren bei einem Autounfall verstorben ist.